# سیهورن (ایلینوی)
سیهورن (به انگلیسی: Seehorn) یک منطقهٔ مسکونی در ایالات متحده آمریکا است که در ایلینوی واقع شده‌است.